# (275809) 2001 QY297
(275809) 2001 QY297 est un objet transneptunien faisant partie des cubewanos. Il pourrait mesurer environ 159 km de diamètre, et possède un satellite appelé S/2007 (275809) 1 d'environ 144 km de diamètre orbitant à 10 000 km.